# Un flic à la maternelle
Série
Un flic à la maternelle 2
(2016)
Pour plus de détails, voir Fiche technique et Distribution.
Un flic à la maternelle (Kindergarten Cop) est un film américain réalisé par Ivan Reitman et sorti en 1990.
Le film suit l'inspecteur John Kimble qui appréhende le trafiquant de drogue Cullen Crisp. Plus tard, avec sa nouvelle partenaire Phoebe O'Hara, il est envoyé en mission à Astoria dans l'Oregon. Ils doivent retrouver l'ex-femme de Cullen, Rachel, et leur enfant, afin que cette dernière témoigne contre son ancien mari. Alors que Phoebe doit s'infiltrer à l'école élémentaire, elle tombe malade et Kimble la remplace au pied levé pour gérer la classe de maternelle. 

## Synopsis
L'inspecteur John Kimble parvient enfin à interpeller le trafiquant de drogue Cullen Crisp après qu'une jeune femme l'a identifié comme l'assassin de son petit ami. Juste avant sa capture, Crisp avait appris par ce dernier, un petit malfrat, où se trouvait son ex-femme Rachel et leur enfant Cullen Jr. : à Astoria dans l'Oregon. Rachel Crisp est soupçonnée par la justice de s'être enfuie avec trois millions de dollars issus du trafic de drogue.
Kimble et sa nouvelle partenaire, Phoebe O'Hara, sont envoyés en mission d'infiltration pour retrouver Rachel et son fils, et proposer à l'ex-femme de Cullen de témoigner contre ce dernier, en échange de quoi la justice passera l'éponge sur l'argent de la drogue. O'Hara doit alors remplacer l'institutrice de la classe de maternelle de l'école élémentaire d'Astoria en vue de retrouver l'enfant de Crisp, puis sa mère. Au cours du trajet, elle est victime d'une grippe intestinale et Kimble la remplace au pied levé. Il va alors devoir apprendre à gérer une classe de très jeunes enfants sans aucune expérience de l'enseignement et sous la surveillance renforcée de la directrice, mademoiselle Schlowski. Au fur et à mesure, Kimble parvient à s'adapter au contact des enfants et s'attire même les encouragements de Schlowski, bien qu’elle ne soit pas toujours d'accord avec ses méthodes, qui le félicite d'avoir frappé un homme qui maltraite physiquement son enfant et lui dit qu'il ferait un bon instituteur.
Son enquête l'amène à découvrir que Joyce Palmieri, institutrice de l'école dont il est tombé sous le charme, et son fils Dominic ne sont autres que Rachel et Cullen Crisp, Jr. Alors que Kimble a découvert la vérité, la mort de la jeune témoin permet à Cullen Crisp d'être libéré de prison. Contraint par le temps, l'inspecteur et sa coéquipière révèlent la vérité à Joyce, qui cherche de nouveau à s'enfuir avant de renoncer, pour permettre l'arrestation définitive de son ancien mari. À cette occasion, elle indique aux policiers qu'il n'y a jamais eu d'argent de la drogue, que Cullen a fait courir cette rumeur afin de motiver tous les malfrats de la côte Ouest et lui permettre de retrouver ainsi son fils.
Ce dernier se rend, en compagnie de sa mère, qui a assassiné la jeune femme, à Astoria en vue d'enlever son enfant. Déclenchant un feu dans l'école et profitant du désordre causé par l'incendie, Cullen Crisp parvient à se saisir de Dominic et s'enfuit dans les couloirs. Kimble se lance à sa poursuite, tandis que Joyce part à leur recherche en ne les voyant pas sortir du bâtiment en proie à la fumée et aux flammes. Pendant ce temps, la mère de Cullen, Eleanor, renverse O'Hara avec sa voiture derrière l'école. Tous se retrouvent dans la salle des douches, et Kimble parvient à abattre Crisp. Alors que Joyce récupère son fils, la mère de Cullen fait feu sur l'inspecteur et le blesse. Elle s'apprête à le tuer quand O'Hara l'assomme d'un coup de batte de base-ball.
Après un séjour à l'hôpital, John Kimble revient à l'école élémentaire d'Astoria et fait la surprise à ses anciens petits élèves qui l'accueillent dans la joie. Entendant les cris des élèves de maternelle, Joyce le rejoint et tous deux s'embrassent sous les applaudissements et les rires de la classe de maternelle.

## Fiche technique
- Titre français : Un flic à la maternelle
- Titre original : Kindergarten Cop
- Réalisation : Ivan Reitman
- Scénario : Murray Salem, Herschel Weingrod et Timothy Harris
- Musique : Randy Edelman
- Photographie : Michael Chapman
- Montage : Wendy Greene Bricmont et Sheldon Kahn (en)
- Décors : Bruno Rubeo
- Costumes : Gloria Gresham
- Production : Brian Grazer et Ivan Reitman
- Production exécutive : Michael C. Gross et Joe Medjuck (en)
- Société de production : Universal Pictures
- Budget : 26 millions de dollars
- Pays de production :  États-Unis
- Langue originale : anglais
- Format : Couleurs - 1,85:1 - 35 mm - son Dolby
- Genre : comédie policière et action
- Durée : 111 minutes
- Dates de sortie : 
  - États-Unis : 21 décembre 1990
  - Suisse : 8 février 1991
  - France : 13 février 1991
- Classifications :
  - États-Unis : PG-13[1].

## Distribution
- Arnold Schwarzenegger (VF : Daniel Beretta) : l'inspecteur John Kimble
- Penelope Ann Miller (VF : Martine Irzenski) : Joyce Palmieri / Rachel Myatt Crisp
- Pamela Reed (VF : Marie Vincent) : l'inspectrice Phoebe O'Hara
- Linda Hunt (VF : Paula Dehelly) : la directrice Mme Schlowski
- Richard Tyson (VF : Daniel Russo) : Cullen Crisp, Sr.
- Carroll Baker (VF : Jacqueline Cohen) : Eleanor Crisp
- Cathy Moriarty (VF : Michèle Bardollet) : la mère de Sylvester
- Joseph et Christian Cousins (VF : Boris Roatta ; VQ : Jordan Erwin) : Dominic Palmieri / Cullen Crisp, Jr.
- Jayne Brook (VF : Sophie Deschaumes) : la mère de Zach
- Richard Portnow (VF : Jean-Claude Balard) : le capitaine Salazar
- Tom Kurlander (VF : Lionel Henry) : Danny
- Alix Koromzay (VF : Dominique Chauby) : Cindy
- Bob Nelson : Henry
- Molly Cleator (VF : Jeanine Forney) : l'assistante de Mme Schlowski
- Miko Hughes (VF : Brigitte Lecordier) : Joseph
- Sarah Rose Karr : Emma
- Ben Diskin : Sylvester
- Adam Wylie : Larry
- Ross Malinger : Harvey
- Odette Annable : Rosa
- Tiffany Mataras : Tina
- Krystle Mataras : Rina
- Betty Lou Henson : la mère de Keisha
- Heidi Swedberg : la mère de Joshua
- Park Overall : la mère de Samantha
- Angela Bassett : l'hôtesse de l'air
- Jason Reitman : l'élève qui embrasse une fille en cachette

## Production
Avant qu'Arnold Schwarzenegger n'obtienne le rôle-titre, Chuck Norris, Robin Williams, Kurt Russell, Jack Nicholson, Bill Murray, Patrick Swayze ou encore Danny DeVito sont approchés pour le rôle de John Kimble. Une fois engagé, l'acteur va insister pour avoir Ivan Reitman à la réalisation, avec lequel il a tourné la comédie Jumeaux (1988).
Pour le rôle de Phoebe O'Hara, Catherine O'Hara était à l'origine pressentie pour le rôle, finalement obtenu par Pamela Reed.
Sandra Bullock, Julia Roberts, Helen Hunt, Sally Field, Brooke Shields et Geena Davis étaient pressenties pour incarner Joyce Palmieri/Rachel Crisp, ex-femme de Cullen Crisp, rôle finalement obtenu par Penelope Ann Miller.
Ivan Reitman souhaite initialement engager Christian Slater pour le rôle de Cullen Crisp, après l'avoir vu dans Fatal Games (1988). L'acteur, ne voulant pas être catalogué dans ce rôle similaire, refuse. Le personnage sera finalement incarné par Richard Tyson. Val Kilmer, Robert Downey Jr., Kevin Spacey, Kyle MacLachlan et Daniel Stern devaient également incarner le rôle du méchant.
La plupart des enfants figurants ont été recrutés sur les lieux de tournage, à Astoria. Pour diriger les enfants, le réalisateur instaure les « Reitman Rules of Filmmaking » (« les règles de tournage Reitman ») : écouter, jouer naturellement, connaitre son personnage, ne pas regarder la caméra et être discipliné.

### Tournage

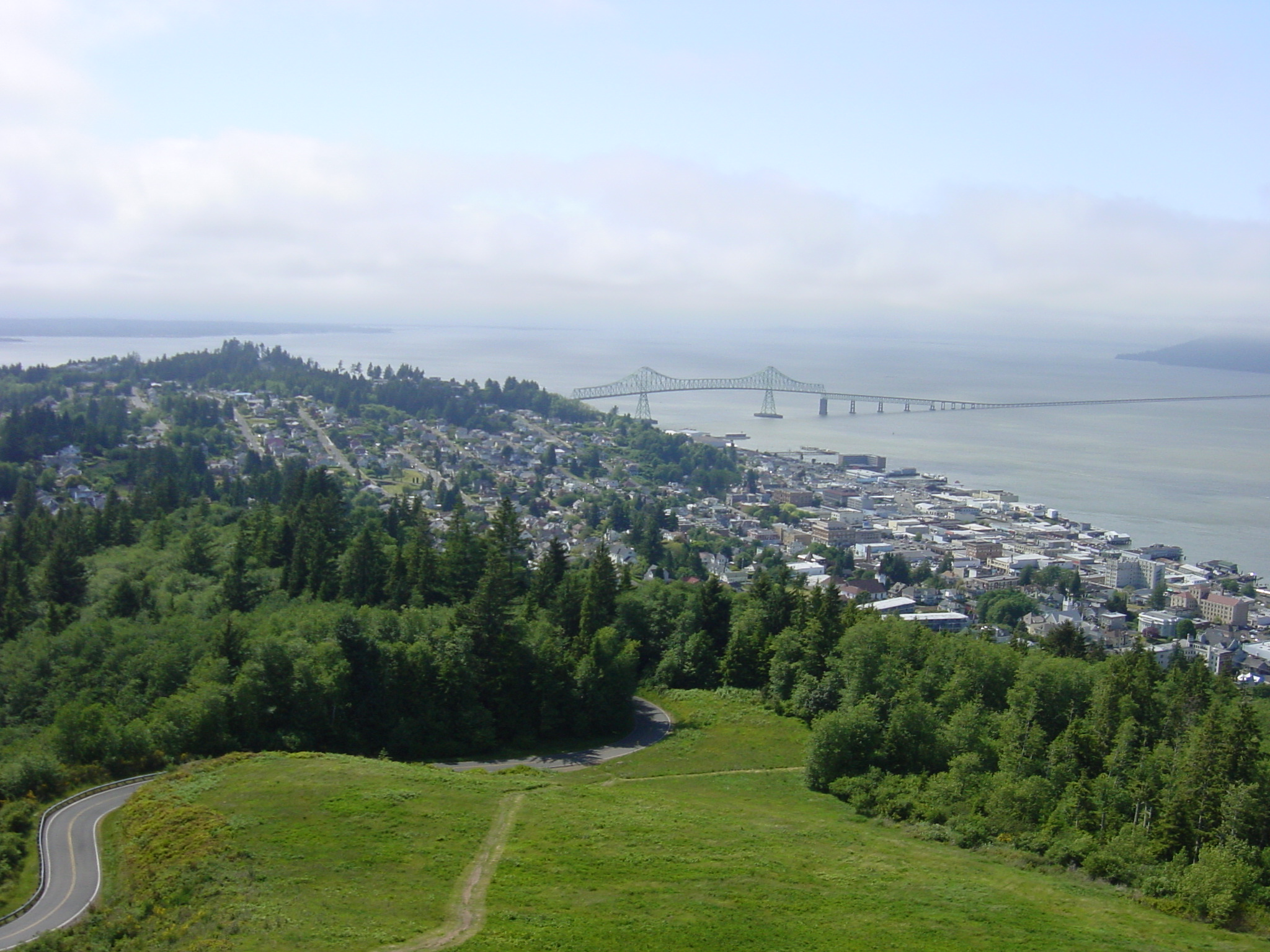
Vue sur Astoria dans l'Oregon.

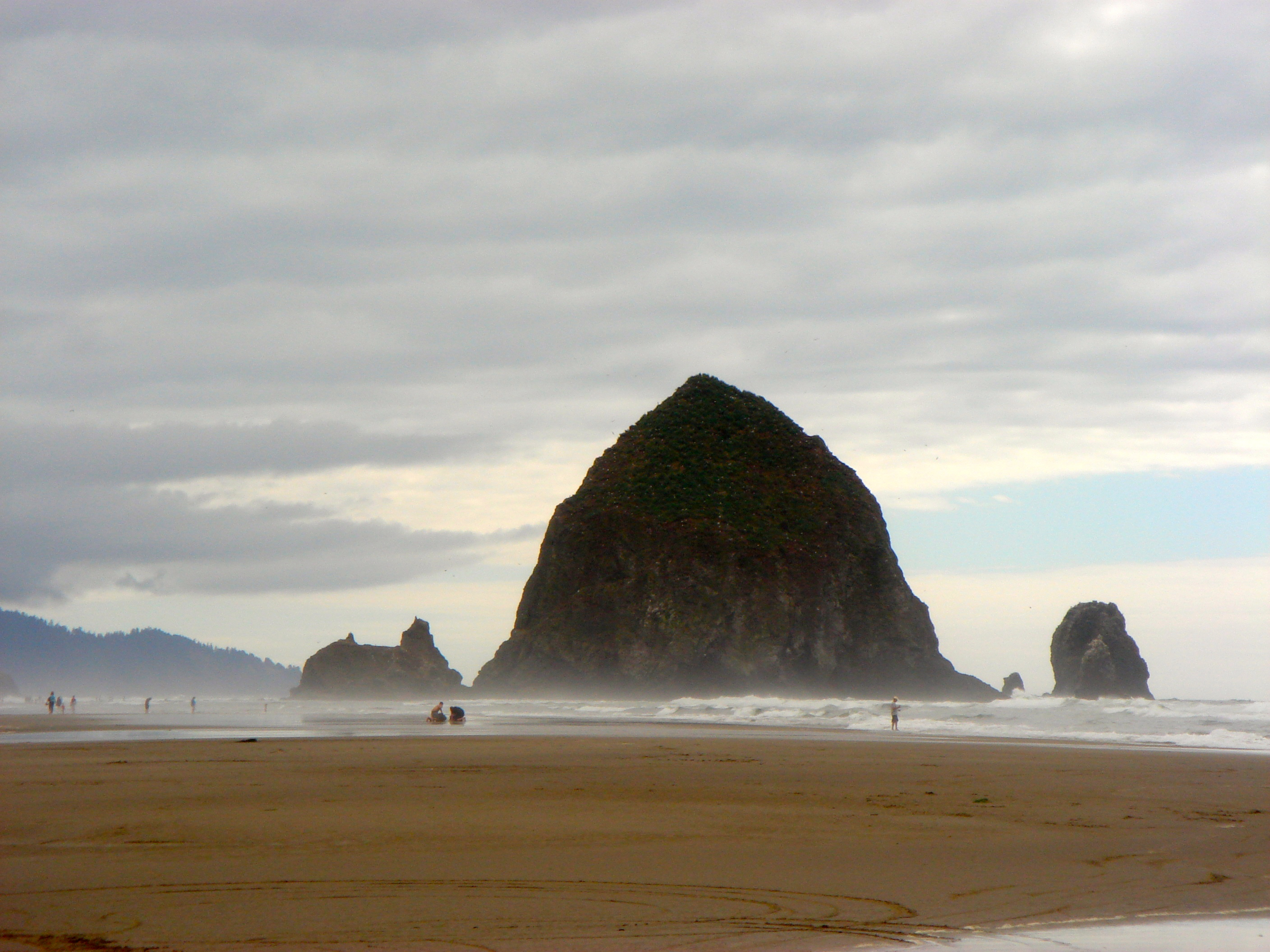
Vue sur Haystack Rock à Cannon Beach dans l'Oregon.

Le tournage a lieu à Astoria dans l'Oregon, non loin de là où a été tourné Les Goonies (1985). Les scènes extérieures de l'école sont tournées à la John Jacob Astor Elementary School. La fête de l'école est tournée à la Ecola State Park avec le stack Haystack Rock à Cannon Beach visible en arrière-plan. Le reste du film est tourné en Californie. La scène d'ouverture est tournée dans le centre commercial MainPlace de Santa Ana alors que les scènes d'intérieurs à l'école sont réalisées dans les studios Universal à Universal City.

## Accueil

### Critique
Un flic à la maternelle a rencontré un accueil critique mitigé : le site Rotten Tomatoes lui attribue 50% d'avis favorables, basé sur 34 commentaires collectés et une note moyenne de 5.1⁄10, tandis que sur le site Metacritic, il recueille un score de 61⁄100, basé sur 15 commentaires collectés.

### Box-office
Un flic à la maternelle rencontre un important succès commercial dès sa sortie en salles, récoltant plus de 200 000 000 $ de recettes mondiales, permettant ainsi au film, tourné avec un budget de 15 000 000 $, d'être rentable. Il est le 10e meilleur succès au box-office mondial de l'année. En France, il enregistre un peu moins de 2 millions d'entrées et se classe 9e du box-office annuel français.
| Pays ou région    | Box-office        | Date d'arrêt du box-office | Nombre de semaines |
| ----------------- | ----------------- | -------------------------- | ------------------ |
| États-Unis Canada | 91 457 688 $      | 4 juillet 1991             | 28                 |
| France            | 1 917 647 entrées |                            |                    |
| Total mondial     | 201 957 688 $     |                            |                    |

## Distinctions

### Récompenses
- 1991 : Young Artist Award du meilleur acteur dans un second rôle pour Joseph et Christian Cousins[10]
- Kids' Choice Awards 1991 : meilleur acteur pour Arnold Schwarzenegger
- 1992 : BMI Film Music Award pour Randy Edelman

### Nominations
- 1991 : Young Artist Award du meilleur film familiale de comédie ou action

## Autour du film
- C'est un furet sans dents qui fut utilisé pour les scènes avec les enfants ; pour des raisons évidentes de sécurité ce choix fut imposé par l'équipe juridique[réf. nécessaire].
- À un moment dans le film, John Kimble est invité à dîner chez son amie institutrice. Quand il se promène dans la maison, on peut voir des oreillers de la série animée SOS Fantômes. Les deux premiers films de la franchise SOS Fantômes furent également réalisés par Ivan Reitman[3].
- Dans le film, John Kimble dit qu'il vient d'Autriche et que son père était policier, ce qui est le cas dans la réalité pour Arnold Schwarzenegger.
- Un flic à la maternelle est, pour Arnold Schwarzenegger, son film préféré. L'acteur déclare quelques années après : « À l'époque on ne me proposait jamais de faire de comédies parce que les studios gagnaient beaucoup plus d'argent quand je jouais dans des films d'action. Et quand j'ai rencontré Ivan Reitman sur Jumeaux, j'étais au paradis. C'est un réalisateur brillant et être avec tous ces enfants était une expérience enrichissante[2]. »
- En 1994, Arnold Schwarzenegger tourne un autre film avec Pamela Reed sous la direction d'Ivan Reitman : Junior.
- Le fils du réalisateur, Jason Reitman, incarne l'élève qui embrasse une fille en cachette durant l'incendie[2].
- Enfant, Elijah Wood a auditionné pour le film. Il racontera plus tard au magazine Empire que c'est la pire audition qu'il ait faite[3].
- La scène où Kimble va chercher Cindy est inspirée de la scène du film Le Marginal avec Jean Paul Belmondo.

## Suite
Un flic à la maternelle 2, réalisé par Don Michael Paul, sort en 2016. Dolph Lundgren y interprète un agent du FBI s'infiltrant dans une école maternelle pour y récupérer des données sensibles.

## Série animée
Le 23 avril 2021, Arnold Schwarzenegger double le personnage principal de la série animée Superhero Kindergarten, qui est diffusée aux États-Unis sur la chaine Kartoon Channel et qui fait 2 millions de spectateurs en audiences. Le personnage principal rappelle fortement John Kimble